# صد سال شعر ارمنی
صد سال شعر ارمنی: (از اواخر قرن نوزدهم تا اواخر قرن بیستم) (ارمنی: Հարյուր տարվա հայկական պեոզիա) نخستین کتاب به زبان فارسی است که به بررسی شعر ارمنی می‌پردازد. احمد نوری‌زاده، شش سال زمان صرف نگارش این کتاب کرده‌است و برای تألیف آن بسیاری از منابع دست اول تاریخ ادبیات ارمنستان را به دقت بررسی کرده‌است. روش مؤلف در این کتاب این گونه است که پس از ذکر نام هر شاعر ارمنی به معرفی مختصر زندگی‌نامه او می‌پردازد و سپس برای آشنایی مخاطب با ویژگی‌های آثار شان، چند نمونه از شعر شاعر را ذکر می‌کند. در کتاب «صدسال شعر ارمنی»، بیش از هفتاد شاعر ارمنی که در اوایل سده ۱۹ و اوایل سده ۲۰ میلادی می‌زیسته‌اند، معرفی شده‌اند